# Södra Sidan
Södra Sidan  eller "Södran" är en gratistidning, med sin redaktion i Skärholmen. Tidningen är reklamfinansierad och politisk oberoende.

## Historik
Tidningen grundades 2006 av Rouzbeh Djalaie och Petter Beckman. Södra Sidan har numera olika utgåvor med innehåll anpassade för Skärholmen, Huddinge kommun, Botkyrka kommun och Salems kommun. Södra Sidan delas ut av Svensk Direktreklam till alla hushåll i respektive område samt läggs ut i tidningsställ.
Södra Sidan startades som ett experiment med ambitionen att med hjälp av medborgarjournalistik förstärka den lokala journalistiken i Stockholms södra förortsområden.
År 2011 blev Södra Sidan och dess systertidning "Norra Sidan" en del av lokaltidningskoncernen Direktpress. Norra Sidan bytte 2016 namn till "Vi i Kista-Tensta-Rinkeby". Södra Sidan trycks på Bold Printing (DNEX-tryckeriet) i Akalla och hade år 2016 en upplaga på ungefär 106 100 exemplar.

## Om Södra sidan
Tidningens första fem år är beskrivna i boken Utanför nyhetsmallen. Public journalism efter fem år med Södra Sidan.